# Hemithea quadripunctata
Hemithea quadripunctata là một loài bướm đêm trong họ Geometridae.